# Colea Răutu
Colea Răutu, geboren als Nikolai Rutkowski, (* 5. Novemberjul. / 18. November 1912greg. in Bălți, Russisches Kaiserreich; † 13. Mai 2008 in Bukarest) war ein rumänischer Schauspieler, der dem deutschsprachigen Publikum vor allem aus zwei DEFA-Indianerfilmen bekannt war.

## Leben
Răutu, ältestes von vier Kindern in seiner Familie, absolvierte nach Versuchen als Fußballspieler und nach Erfahrungen als Laie sein Schauspielstudium an der Hochschule von Bukarest, ehe er über Theaterengagements in Bukarest und anderen rumänischen Städten (so gehörte er zum Opernchor Cluj) 1954 zum Film kam. Anfangs spielte er vorwiegend in nationalen, später aber auch in internationalen Filmproduktionen, wie beispielsweise in den Abenteuervierteilern Die Lederstrumpferzählungen und Der Seewolf. Bei der DEFA wirkte der Darsteller auch in Western-Verfilmungen mit, wie in den 1970er Jahren in Apachen und Ulzana, zwei klassischen DEFA-Indianerfilmen an der Seite von Gojko Mitić. Mitte der 1980er Jahre stand der Künstler erneut für einen ostdeutschen Western vor der Kamera, diesmal handelte es sich nicht um eine typische Genreproduktion der DEFA.
Auf der Bühne war er mit vielen Couplets des satirischen Autors Constantin Tanase zu sehen; Theater spielte er u. a. am Nationaltheater Bukarest, von 1952 bis 1968 am Giulești Theater und für kurze Zeit am Theater in Pitești.

## Auszeichnungen
- „Artist Emerit“
- 1988: rumänischer Staatspreis für sein Lebenswerk
- Auszeichnung, Internationales Filmfestival Karlovy Vary
- bester Schauspieler, Internationales Filmfestival Moskau[1]

## Filmografie (Auswahl)
- 1954: Desfășurarea – Regie: Paul Călinescu
- 1960: Soldaten in Uniform (Soldați fără uniformă) – Regie: Francisc Munteanu
- 1965: Der Aufstand (Răscoala) – Regie: Mircea Mureșan
- 1965: Das Geschlecht der Falken (Neamul Șoimăreștilor) – Regie: Mircea Drăgan
- 1966: Amza, der Schrecken der Bojaren (Haiducii) – Regie: Dinu Cocea
- 1968: Die Rache der Heiducken (Răzbunarea haiducilor) – Regie: Dinu Cocea
- 1968: Der Raub der Jungfrauen (Răpirea fecioarelor) – Regie: Dinu Cocea
- 1969: Die Lederstrumpferzählungen (TV)
- 1970: Kampf der Könige (Mihai Viteazul) (2 Teile) – Regie: Sergiu Nicolaescu
- 1971: Der Seewolf (TV)
- 1973: Poseidon Explosion (Explozia) – Regie: Mircea Drăgan
- 1973: Apachen
- 1974: Türkenschlacht im Nebel (Ștefan cel Mare) – Regie: Mircea Drăgan
- 1974: Ulzana
- 1976: Fahrerflucht (Accident) – Regie: Sergiu Nicolaescu
- 1978: Die Revanche (Revanșa) – Regie: Sergiu Nicolaescu
- 1978: Im Bus sitzt der Tod (Acțiunea „Autobuzul“) – Regie: Virgil Calotescu
- 1981: Das Duell (Duelul) – Regie: Sergiu Nicolaescu
- 1981: Welt ohne Himmel (O lume fără cer) – Regie: Mircea Drăgan
- 1985: Atkins
- 1989: Mircea – Regie: Sergiu Nicolaescu
- 1993: Cel mai iubit dintre pământeni – Regie: Șerban Marinescu